# Toamasina I
Toamasina I är ett distrikt i Madagaskar.   Det ligger i regionen Atsinananaregionen, i den nordöstra delen av landet, 220 km öster om huvudstaden Antananarivo. Antalet invånare är 179 045.